# Castillo de Monteagudo de las Vicarías
El castillo-palacio de Monteagudo es un fortaleza medieval ubicada en la localidad española de Monteagudo de las Vicarías, en la provincia de Soria.
Se encuentra en el casco urbano de la villa, en el interior de la muralla que la rodeaba completamente y de la que se conservan bastantes restos. Fue construido por la familia Hurtado de Mendoza (siglos XV-XVI). Su estilo es gótico renacentista. Fue protegido por ley el 22 de abril de 1949.

## Historia
El castillo se puede fechar en el siglo XV, poseyendo algunos elementos característicos del momento como es el adarve volado sobre una ménsula, varias puertas con arcos góticos, protegidas por matacanes, y unas troneras redondas. El patio interior, rectangular, renacentista, es del siglo XVI. Las restauraciones iniciadas a principios del siglo XXI se han centrado en las almenas, los arcos y la galería porticada.

## Descripción
Levantado en aparejo de buena calidad, mezcla sillería y sillarejos. La planta de la fortaleza es pentagonal, en cuyos ángulos se levantan torres de diferentes formas y tamaños; destacan tres: la de poniente, de planta circular; sur, rectangular; y levante, octogonal en la cara exterior y hexagonal en la interior. Todas están comunicadas entre sí por un camino de ronda todo ello rematado en vistosas almenas. Tiene dos puertas, la principal y la falsa, con arcos apuntados y defendidas ambas por sendos matacanes.
En su interior destaca el patio porticado renacentista, con doble galería y bella decoración de yesería plateresca en la superior. Un pasadizo, en el lienzo del poniente, comunicaba el castillo con la iglesia.

## Castillos próximos
- Castillo de la Raya (Monteagudo de las Vicarías)
- Castillo de Montuenga

- Datos: Q5757458
- Multimedia: Castillo de la Recompensa / Q5757458